# Salih Dursun
Salih Dursun (Sakarya, 12 juli 1991) is een Turks voetballer die bij voorkeur als rechtsback speelt.

## Clubcarrière
Dursun speelde van 2009 tot 2012 drie seizoenen bij Sakaryaspor, waar hij 11 doelpunten scoorde in 77 wedstrijden. In 2012 tekende hij bij Kayserispor, waar hij anderhalf jaar zou spelen alvorens weggeplukt te worden door Galatasaray SK in januari 2014. Cimbom betaalde 2,75 miljoen euro voor Dursun, die een contract tekende tot medio 2018. In de zomer van 2014 werd hij voor twee seizoenen verhuurd aan Trabzonspor.